# Bobby (rapper)
Bobby, pseudonimo di Kim Ji-won (김지원?, 金知元?, Gim Ji-wonLR, Kim ChiwŏnMR; Seul, 21 dicembre 1995), è un rapper, cantante, cantautore e produttore discografico sudcoreano.
Nel 2016 ha formato una sotto-unità con Mino con il nome Mobb. È noto per essersi posizionato al primo posto nella terza stagione di Show Me The Money.

## Biografia
Bobby è nato con il nome di Kim Ji-won il 21 dicembre 1995 a Seul, Corea del Sud. Nel 2005, la sua famiglia si trasferì a Fairfax, Virginia, Stati Uniti. Lì ha fatto l'audizione per la YG Entertainment e in seguito è passato attraverso Kim Jinwoo dei Jinusean a New York. È stato reclutato ufficialmente come apprendista idol sotto l'etichetta il 10 gennaio 2011.

### 2013–2014:Win: Who Is Next?eShow Me the Money 3
Dopo oltre due anni di allenamento, Bobby ha partecipato al programma Win: Who Is Next? sotto la squadra B. Lo spettacolo è risultato con la vittoria della squadra A, tornando così all'allenamento sotto l'etichetta. Poco dopo, a novembre 2013, mentre Bobby è ancora al fianco di B.I e Jinhwan, Mino e Taehyun dei Winner, e Lisa delle Blackpink è apparso nel video musicale di Taeyang, Ringa Linga.
Nel maggio 2014, insieme a B.I, ha gareggiato su Show Me The Money 3, finendo presto al primo posto sotto il Team Illionaire guidato da Dok2 e The Quiett. Durante lo spettacolo, Bobby ha pubblicato singoli: Go, L4L (Lookin 'for Luv), YGGR # HipHop e Guard Up and Bounce. Dopo la fine delle riprese, Bobby ha partecipato a Mix & Match, dove le riprese sono iniziate durante l'apparizione di Show Me The Money. Lo spettacolo è risultato con il debutto del Team B insieme all'apprendista Jung Chan-woo sotto il nome di Ikon.
Nell'ottobre 2014, è apparso nel video del singolo Born Hater degli Epik High insieme a Beenzino, Verbal Jint, B.I e Mino, e l'11 novembre, è apparso nel video di I'm Different delle Hi Suhyun. Nello stesso mese, ha anche recitato con Dok2 nel brano Come Here di Masta Wu. Ha suonato Born Hater con Epik High ai Mnet Asian Music Award del 2014, suonando anche Come Here e il suo singolo YGGR insieme a Dok2, The Quiett e Masta Wu. È stato inserito nella lista Men of the Year 2014 di GQ Korea e il 4 dicembre 2014 è apparso come ospite al GQ Party.

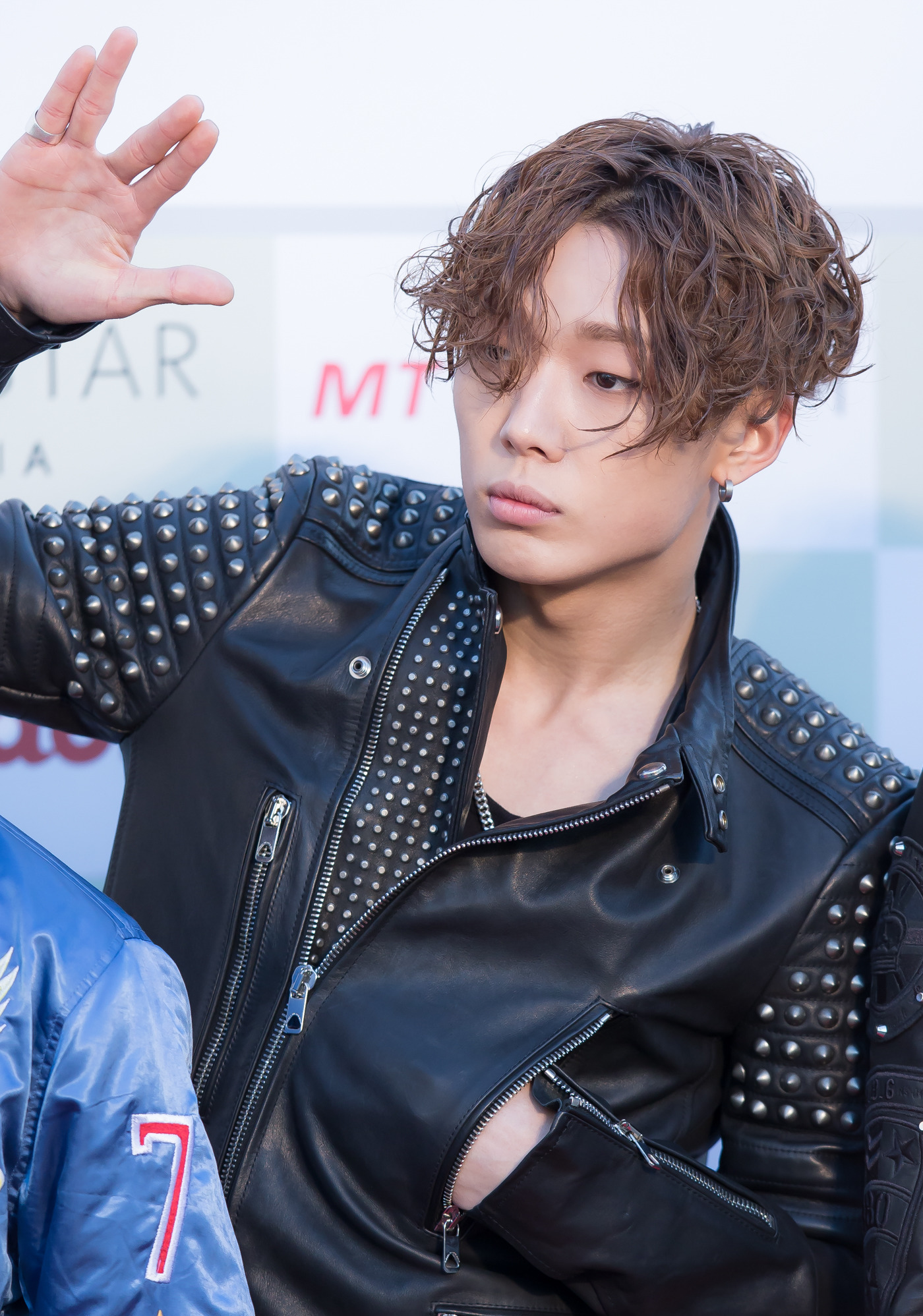
Bobby sul red carpet dei Circle Chart Music Award nel 2016

### 2015–presente: debutto con gli Ikon, i Mobb eLove and Fall
Il 15 settembre 2015 gli Ikon hanno pubblicato il singolo My Type, seguito poi da Rhythm Ta e Airplane. Il 4 ottobre, il gruppo ha partecipato al loro primo show musicale a Inkigayo, ricevendo anche la loro terza vittoria per il singolo My Type. Il gruppo ha pubblicato il loro album di debutto il 24 dicembre 2015.
Nel marzo 2016, Bobby è apparso nel singolo Video di Lee Hi dall'album in studio Seoulite. Bobby ha anche fatto un'apparizione nel nono episodio di Show Me the Money 5, con la canzone Like This di Reddy e insieme si sono esibiti sul palco. Nel settembre 2016, Bobby ha pubblicato il singolo Holup! tratto dall'EP The Mobb, una collaborazione tra Bobby e Mino dei Winner. Hanno pubblicato i singoli principali Full House e Hit Me il 9 settembre con i video musicali.
Bobby ha pubblicato il suo primo album in studio Love and Fall il 14 settembre 2017, dove ha assunto il ruolo di produttore per l'album, partecipando così alla scrittura e alla composizione per tutti i singoli dell'album. Il suo compagno di band Donghyuk, insieme a Katie Kim, sono apparsi nella sua canzone Secret, e il compagno di etichetta Mino è apparso nella sua canzone intitolata Up. Il 29 novembre ha pubblicato la versione giapponese dell'album.

## Discografia

### Da solista

#### Album in studio
- 2017 – Love and Fall
- 2021 – Lucky Man

### Album in studio
- 2015 – Welcome Back
- 2018 – Return

## Filmografia

### Televisione
- Win: Who Is Next (2013)
- Show Me the Money 3 (2014)
- Mix & Match (2014) [7]
- King of Mask Singer (2017)
- Living Together in Empty Room[21]